# TK1
TK1 (англ. Thymidine kinase 1) – білок, який кодується однойменним геном, розташованим у людей на короткому плечі 17-ї хромосоми. Довжина поліпептидного ланцюга білка становить 234 амінокислот, а молекулярна маса — 25 469.
| 10         |  | 20         |  | 30         |  | 40         |  | 50         |
| ---------- |  | ---------- |  | ---------- |  | ---------- |  | ---------- |
| MSCINLPTVL |  | PGSPSKTRGQ |  | IQVILGPMFS |  | GKSTELMRRV |  | RRFQIAQYKC |
| LVIKYAKDTR |  | YSSSFCTHDR |  | NTMEALPACL |  | LRDVAQEALG |  | VAVIGIDEGQ |
| FFPDIVEFCE |  | AMANAGKTVI |  | VAALDGTFQR |  | KPFGAILNLV |  | PLAESVVKLT |
| AVCMECFREA |  | AYTKRLGTEK |  | EVEVIGGADK |  | YHSVCRLCYF |  | KKASGQPAGP |
| DNKENCPVPG |  | KPGEAVAARK |  | LFAPQQILQC |  | SPAN       |  |            |

A: Аланін

C: Цистеїн

D: Аспарагінова кислота

E: Глутамінова кислота

F: Фенілаланін

G: Гліцин

H: Гістидин

I: Ізолейцин

K: Лізин

L: Лейцин

M: Метіонін

N: Аспарагін

P: Пролін

Q: Глутамін

R: Аргінін

S: Серин

T: Треонін

V: Валін

Кодований геном білок за функціями належить до трансфераз, кіназ, фосфопротеїнів. 
Задіяний у таких біологічних процесах, як синтез ДНК, ацетилювання. 
Білок має сайт для зв'язування з АТФ, нуклеотидами, іонами металів, іоном цинку. 
Локалізований у цитоплазмі.